# ۶ مارس
۶ مارس در تقویم گرگوری، شصت و پنجمین (در سال‌های کبیسه شصت و ششمین) روز سال است. ۳۰۰ روز تا پایان سال باقی است.

## رویدادها
- ۶۳۲ – خطبه وداع محمد، پیامبر اسلام.
- ۱۸۶۹ – دمیتری مندلیف نخستین جدول تناوبی را به انجمن شیمی روسیه ارائه کرد.
- ۱۸۸۲ – احیای پادشاهی صربستان .
- ۱۹۰۲ - تأسیس باشگاه فوتبال رئال مادرید
- ۱۹۱۲ – جنگ عثمانی و ایتالیا: نیروهای ایتالیایی برای نخستین بار در جنگ‌های جهان از کشتی هوایی استفاده می‌کنند.
- ۱۹۴۵ – جنگ جهانی دوم: کلن به کنترل نیروهای آمر‌یکایی درآمد.
- ۱۹۵۷ – غنا به عنوان نخستین کشور در آفریقای سیاه از بریتانیا مستقل شد.
- ۱۹۶۴ – الایجا محمد، رهبر امت اسلام به طور رسمی به کلی، قهرمان بوکس نام محمد علی کلی داد.
- ۱۹۶۷ – جنگ سرد: سوتلانا استالین، دختر ژوزف استالین از پدر روی گردانده و به ایالات متحده پیوست.
- ۱۹۷۵ - الجزیره - امضای قرارداد صلح الجزایر بین ایران و عراق. شاه و صدام حسین بر سر خط مرزی جنوب دو کشور به توافق رسیدند.
- ۲۰۱۶ - بمب‌گذاری انتحاری مارس ۲۰۱۶ حله

## مناسبت ها
- روز درختکاری در ایران

## زادروزها
- حنیف نجفی در سال ۱۳۶۲
- دیوید گیلمور در سال 1946

## درگذشتگان
- ۱۹۵۲ - ابراهیم ابودیه، نظامی فلسطینی.[۱]